# Donauwetzdorf
Donauwetzdorf ist ein Gemeindeteil der Gemeinde Thyrnau und eine Gemarkung im niederbayerischen Landkreis Passau. 

## Geographie
Das Dorf liegt etwa zweieinhalb Kilometer nördlich von Thyrnau auf der Gemarkung Donauwetzdorf.

## Geschichte
Die damalige Pfarrei Donauwetzdorf gehörte seit dem 12. Jahrhundert zum St. Ägidien-Spital in der Passauer Innstadt. Die Landgemeinde Donauwetzdorf wurde 1818 durch das bayerische Gemeindeedikt begründet. Durch Regierungserlass vom 13. Januar 1946 wurden große Teile der Gemeinde Donauwetzdorf zur Gemeinde Thyrnau eingemeindet, wobei Donauwetzdorf aber zum 1. April 1949 wiederhergestellt wurde. Die Gemeinde Donauwetzdorf wurde schließlich am 1. Mai 1971 im Zuge der Gebietsreform in Bayern doch nach Thyrnau eingemeindet.